# Leandro Peñalver
Leandro Peñalver (ur. 23 maja 1961 w Matanzas) – kubański lekkoatleta specjalizujący się w biegach sprinterskich.

## Sukcesy sportowe
- dwukrotny mistrz Kuby w biegu na 100 metrów – 1987, 1990[1]

| Rok  | Miasto                     | Zawody                                   | Konkurencja                                         | Wynik                            |
| ---- | -------------------------- | ---------------------------------------- | --------------------------------------------------- | -------------------------------- |
| 1982 | Hawana                     | igrzyska Ameryki Środkowej i Karaibów    | bieg na 100 m bieg na 200 m sztafeta 4 × 100 m      | złoty medal                      |
| 1983 | Caracas                    | igrzyska panamerykańskie                 | bieg na 100 m bieg na 200 m sztafeta 4 × 100 m      | złoty medal srebrny medal        |
| 1984 | Moskwa                     | "Przyjaźń-84"                            | bieg na 100 m bieg na 200 m sztafeta 4 × 100 m      | 3. miejsce 4. miejsce 2. miejsce |
| 1985 | Kobe                       | uniwersjada                              | bieg na 200 m sztafeta 4 × 100 m sztafeta 4 × 400 m | złoty medal                      |
| 1985 | Nassau                     | mistrzostwa Ameryki Środkowej i Karaibów | bieg na 200 m sztafeta 4 × 100 m                    | złoty medal                      |
| 1985 | Canberra                   | puchar świata                            | sztafeta 4 × 100 m sztafeta 4 × 400 m               | 2. miejsce 6. miejsce            |
| 1986 | Santiago de los Caballeros | igrzyska Ameryki Środkowej i Karaibów    | bieg na 200 m sztafeta 4 × 100 m sztafeta 4 × 400 m | złoty medal                      |
| 1987 | Indianapolis               | igrzyska panamerykańskie                 | sztafeta 4 × 100 m sztafeta 4 × 400 m               | srebrny medal                    |
| 1987 | Rzym                       | mistrzostwa świata                       | sztafeta 4 × 400 m                                  | brązowy medal                    |
| 1990 | Meksyk                     | igrzyska Ameryki Środkowej i Karaibów    | sztafeta 4 × 100 m                                  | złoty medal                      |
| 1990 | Seattle                    | igrzyska Dobrej Woli                     | sztafeta 4 × 100 m                                  | srebrny medal                    |
| 1991 | Hawana                     | igrzyska panamerykańskie                 | sztafeta 4 × 100 m                                  | złoty medal                      |

## Rekordy życiowe
- bieg na 100 metrów – 10,06 – Caracas 24/08/1983
- bieg na 200 metrów – 20,42 – Hawana 11/08/1982
- bieg na 200 metrów (hala) – 21,77 – Indianapolis 06/03/1987
- bieg na 400 metrów – 45,35 – Hawana 30/03/1985